# Fissidens obtusifolius
Fissidens obtusifolius là một loài Rêu trong họ Fissidentaceae. Loài này được Wilson mô tả khoa học đầu tiên năm 1845.